# Papilio erostratus
Papilio erostratus är en fjärilsart som beskrevs av John Obadiah Westwood 1847. Papilio erostratus ingår i släktet Papilio och familjen riddarfjärilar. Inga underarter finns listade i Catalogue of Life.

## Bildgalleri

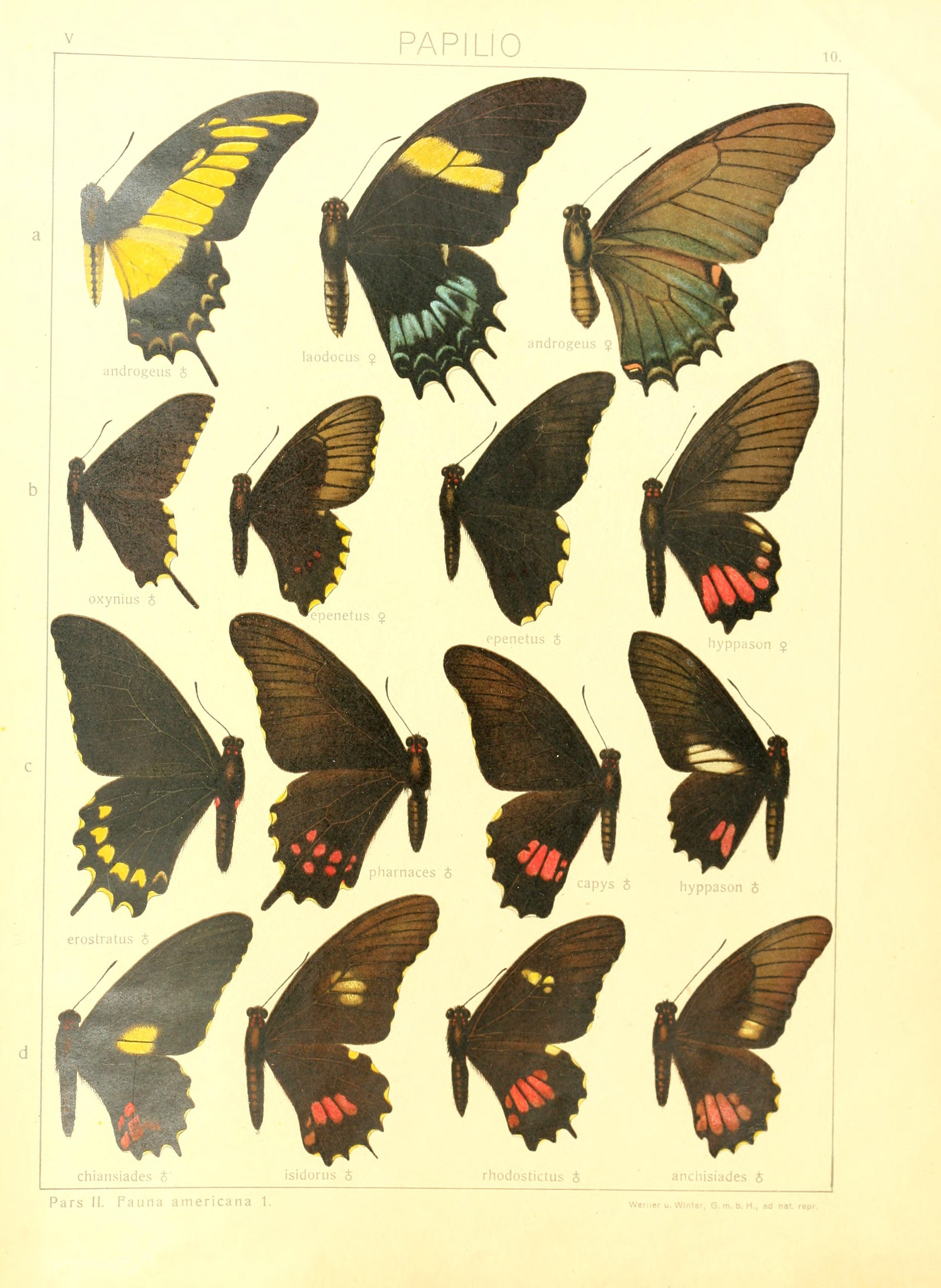